# فرودگاه آبی باتچاوانا
فرودگاه آبی باتچاوانا (به انگلیسی: Batchawana Water Aerodrome) یک فرودگاه خصوصی است که یک باند فرود آب دارد. این فرودگاه در کشور کانادا قرار دارد و در ارتفاع ۱۸۳ متری از سطح دریا واقع شده‌است.